# Kingston (New Hampshire)
Kingston – miasto w Stanach Zjednoczonych, w stanie New Hampshire, w hrabstwie Rockingham.